# Thanh Xuân Trung
Thanh Xuân Trung là một phường thuộc quận Thanh Xuân, thành phố Hà Nội, Việt Nam.

## Địa lý
Phường Thanh Xuân Trung có địa giới hành chính:
- Phía đông giáp phường Thượng Đình
- Phía tây giáp các phường Thanh Xuân Bắc và Thanh Xuân Nam
- Phía nam giáp phường Hạ Đình
- Phía bắc giáp phường Nhân Chính.

Phường Thanh Xuân Trung có diện tích 107,66 ha (1,08 km2), dân số năm 2022 là 33.418 người, mật độ dân số đạt {{formatnum:31.040 người/km².

## Lịch sử
Trước đây, phường trực thuộc quận Đống Đa với tên gọi là phường Thanh Xuân. Ngày 22 tháng 11 năm 1996, phường Thanh Xuân chuyển sang trực thuộc quận Thanh Xuân mới thành lập và được đổi tên thành phường Thanh Xuân Trung.